# Deelbouw
Deelbouw, deelteelt of deelpacht is een landbouwpraktijk waarbij de opbrengst van een stuk grond verdeeld wordt tussen de bewerker en de eigenaar. De eigenaar stelt de grond en soms ander kapitaal ter beschikking, de deelbouwer levert de arbeid. Een verdeelsleutel bepaalt het deel van de oogst dat in natura wordt afgestaan, waarbij het volume dus schommelt van jaar tot jaar.
In Frankrijk is bij métayage (deelpacht) een vijftig-vijftig-verdeling gebruikelijk, net als bij het marostelsel op Indonesië. In de Verenigde Staten is sharecropping een vorm van deelbouw. 
Tijdens het ancien régime kende het gewoonterecht diverse vormen van deelbouw, zoals terrage (terragium) en champart (compipars). Het leveren van de oogst door de landarbeider was een draagbare schuld.

## Voetnoten
1. ↑  D.M.J. Van den Auweele, Het heerlijk stelsel: vorming en structurele eigenheid (4de-16de eeuw) in: 'De heerlijkheid'. Rechtshistorische beschouwing over een oude rechtsvorm in de Meijerij van 's-Hertogenbosch, eds. H.A.M. van den Berg en J.A. van der Meer, 1989, p. 10-29. Gearchiveerd op 15 juli 2022.